# الاتحاد الدولي لحفظ الطبيعة
الاتحاد الدولي لصون الطبيعة ومواردها (بالإنجليزية: IUCN) (الاتحاد العالمي للصون سابقاً) هي المنظمة البيئية الأولى في العالم تأسست في الخامس من أكتوبر عام 1948. وتعتبر أكبر المؤسسات في العالم من حيث معلومات الطبيعة ويقع مقرها في غلاند بسويسرا وتضم أكثر من 200 حكومة و1000 منظمة غير حكومية وحوالي 10000 متطوع في 160 حول العالم. يقوم عملها على البحث العلمي وتوحيد الجهود لمكافحة التغيرات السلبية التي تطرأ على النظام البيئي عبر شبكة مدعمة بـ 1100 موظف و62 مكتب يتم تمويلها عن طريق الحكومات والشركات. المنظمة مراقب رسمي في الجمعية العامة للأمم المتحدة ويصدر عن الاتحاد سنويا القائمة الحمراء للأنواع المهددة بالانقراض.
من أهدافها:
التأثير على جميع المجتمعات الموجودة في كل أنحاء العالم.
يملك الاتحاد صفة مراقب في الأمم المتحدة، ويلعب دورا في تنفيذ العديد من الاتفاقيات الدولية للحفاظ على الطبيعة والتنوع الأحيائي تنوع حيوي. وشارك في إنشاء الصندوق العالمي للحياة الفطرية والمركز العالمي للرصد لصون الطبيعة. في الماضي تعرض لانتقادات لوضعه مصالح الطبيعة على تلك الشعوب الأصلية. في السنوات الأخيرة، توثيق العلاقات مع قطاع الأعمال قد تسبب بالجدل. [3] [4]
تأسس في عام 1948. IUCN كان يسمى سابقا بالاتحاد الدولي لحماية الطبيعة (1948-1956) , ثم سمي بالاتحاد الدولي لصون الطبيعة (1990-2008). أما اسمه القانوني الكامل هو الاتحاد الدولي لصون الطبيعة والموارد الطبيعية.

## التاريخ

### إنشاء
تأسس IUCN في 5 أكتوبر 1948، في فونتينبلو، فرنسا، عندما وقع ممثلوا الحكومات ومنظمات الحفاظ على البيئة فعلاً رسمياً بتشكيل الاتحاد الدولي لصون الطبيعة (IUCN). وجاءت المبادرة لتأسيس المنظمة الجديدة من اليونسكو وخصوصاً من أول مدير عام لها، عالم الأحياء البريطاني جوليان هكسلي .
وكانت أهداف الاتحاد الجديد تشجيع التعاون الدولي في مجال حماية الطبيعة، وتعزيز العمل الوطني والدولي وتجميع وتحليل وتوزيع المعلومات. كان IUPN في وقت تأسيسه المنظمة الدولية الوحيدة التي تركز بشكل أساسي للحفاظ على الطبيعة (المنظمة دولية لحماية الطيور، والآن جمعية الطيور العالمية، كان قد تم تأسيسها في عام 1922.)

### السنوات الأولى: 1948-1956
بدأ IUPN من 65 عضواً. وتقع أمانته في بروكسل. وركز برنامج العمل الأول له على إنقاذ الأنواع والمواطن، وزيادة المعرفة وتطبيقها، والنهوض بالتعليم، وتعزيز الإتفاقيات الدولية وتعزيز الحفظ. تطلب توفير قاعدة علمية صلبة لإجراءات الحفظ وقلب كل الأنشطة؛ فتم إنشاء لجان تصل إلى إشراك الخبراء والعلماء.
كان IUCN والمرتبط باليونسكو عن كثب. قد نظم بالاشتراك مؤتمر عام 1949 بشأن صون الطبيعة والذي عقد في ليك ساكسس في الولايات المتحدة الأمريكية. في إطار التحضير لهذا المؤتمر وضعت قائمة الأنواع المهددة بالانقراض بشكل خطير للمرة الأولى، والتي كانت ممهداً للقائمة الحمراء للإتحاد الدولي لصون الطبيعة للأنواع المهددة بالانقراض. اعتمد الاتحاد في السنوات الأولى من وجوده اعتماداً كلياً تقريباً على تمويل اليونسكو واضطر لتضييق نطاق نشاطاته مؤقتاً عندما توقف التمويل بشكل غير متوقع في عام 1954.
كان IUPN ناجحاً في إشراك العلماء البارزين وتحديد القضايا الهامة مثل الآثار الضارة للمبيدات على الحياة البرية ولكن لم تتحول الكثير من الأفكار التي وضعها إلى أفعال. وقد نتج ذلك عن عدم الرغبة في العمل من جانب الحكومات، وعدم اليقين حول ولاية IUPN بالإضافة إلى نقص الموارد. في عام 1956، غيرت IUPN اسمها إلى الاتحاد الدولي لحفظ الطبيعة والموارد الطبيعية.

### تعزيز المكانة والاعتراف: 1956-1965
في الخمسينات والستينات دخلت أوروبا في فترة نمو اقتصادي وأستقلت المستعمرات السابقة. وكان لهذه التطورات تأثيرها على عمل IUCN. من خلال المشاركة الطوعية (أي المصلحة العامة) من الخبراء في اللجان، استطاع الاتحاد إنجاز الكثير من العمل في حين لا يزال يعمل بميزانية منخفضة IUCN. وسع الاتحاد علاقاته مع وكالات الأمم المتحدة وأقام صلات مع مجلس أوروبا. في عام 1961، وبناءً على طلب من المجلس الاقتصادي والاجتماعي للأمم المتحدة، نشر IUCN القائمة العالمية الأولى للمتنزهات الوطنية والمناطق المحمية والتي تقوم بتحديثها منذ ذلك الحين. أما كتاب البيانات الأحمر الذي يتحدث عن حالة الصون للأنواع والذي يعد أشهر منشورات IUCN فنشر لأول مرة في عام 1964.
بدأ IUCN بلعب دور في تطوير المعاهدات والإتفاقيات الدولية، بدءاً من الإتفاقية الإفريقية لصون الطبيعة والموارد الطبيعية. أصبح القانون البيئي ورسم السياسات منطقة جديدة من الخبرة.
كانت أفريقيا محط العديد من مشاريع IUCN الميدانية الأولى للحفاظ على الطبيعة. دعم IUCN «نموذج يلوستون» لإدارة المناطق المحمية، والتي قيدت بشدة الوجود والنشاط البشري من أجل حماية الطبيعة. من الانتقادات الموجهة ضد IUCN ومنظمات الحفاظ على البيئة الأخرى أنها تقوم بحماية الطبيعة ضد الناس وليس مع الناس. طبق هذا النموذج بدايةً أيضا في أفريقيا ولعب دوراً في قرار إزالة شعب الماساي من حديقة سيرينجيتي الوطنية ومنطقة نجورونجورو المحمية.[3]
لوضع أساس مالي مستقر لعملها، والمشاركة في إنشاء صندوق العالمي للحياة البرية (1961) (الآن الصندوق العالمي للطبيعة WWF). سوف تعمل WWF على جمع الأموال، والعلاقات العامة، وزيادة الدعم العام. سوف تعمل IUCN على مواصلة التركيز على توفير العلم والبيانات والصوت، وتطوير العلاقات مع الهيئات الدولية. إن الأموال التي تم جمعها من قبل الصندوق العالمي للطبيعة تستخدم لتغطية جزء من التكاليف التشغيلية للـ IUCN. أيضا في عام 1961، انتقل مقر IUCN من بلجيكا إلى مورغيس في سويسرا.

### تعزيز مكانتها في الحركة البيئية الدولية: 1966-1975
وأدت المخاوف العامة حول حالة البيئة في الستينات والسبعينات إلى إنشاء منظمات غير حكومية جديدة، وبعضها (مثل منظمة السلام الأخضر وأصدقاء الأرض) كما عملت على الصعيد العالمي. وكان العديد من هذه المنظمات الجديدة أكثر نشاطا وينتقد الحكومة بينما IUCN بقيت ملتزمة بتوفير المشورة على أساس علمي للحكومات. ونتيجة لذلك، تعرض لانتقادات من قبل البعض على أنها من الطراز القديم وغير ذا صلة.
أعضاء IUCN لا يزالون في ازدياد (من 200 في 1961-إلى 400 في عام 1974) وزيادة في مكانتها الرسمية والنفوذ. منحت مؤسسة فورد في عام 1969 مكانها في تعزيز أمانتها وتوسيع العمليات. خلال 1960s، ضغطت IUCN على الجمعية العامة للأمم المتحدة لإنشاء مركز جديد للمنظمات غير الحكومية. القرار 1296، الذي اعتمد في عام 1968، منح صفة «استشاري» للمنظمات غير الحكومية. IUCN نفسها كانت معتمدة في نهاية المطاف مع ست منظمات الأمم المتحدة. [9] وكانت IUCN واحدة من القليل من المنظمات غير الحكومية المعنية رسميا في الأعمال التحضيرية لمؤتمر الأمم المتحدة المعني بالبيئة البشرية (ستوكهولم، 1972). قاد مؤتمر ستوكهولم في نهاية المطاف إلى ثلاث اتفاقيات دولية جديدة، مع IUCN تشارك في صياغتها وتنفيذها:
- اتفاقية بشأن حماية التراث العالمي الثقافي والطبيعي (1972). يوفر IUCN التقييم التقني والرصد.
- CITES- اتفاقية التجارة الدولية في الأنواع المهددة بالانقراض من الحيوانات والنباتات البرية (1974) , الاطراف الموقعة IUCN وCITES وقدمت أمانة أصلا مع IUCN
- اتفاقية رامسار - اتفاقية الأراضي الرطبة ذات الأهمية الدولية (1975). لا تزال تدار من مقر أمانة IUCN.

دخلت IUCN إلى اتفاق مع UNEP وهو برنامج الأمم المتحدة للبيئة لتقديم استعراضات منتظمة للحفاظ العالم. هذا الدخول ولد جنبا إلى جنب مع تزايد الإيرادات عبر WWF، وضعت المنظمة على أسس مالية سليمة نسبيا لأول مرة منذ عام 1948.
وشهدت هذه الفترة بداية تغير تدريجي في نهج IUCN للحفظ. فضمان بقاء الموائل والأنواع ظلت هدفا رئيسيا لها، ولكن كان هناك وعي متزايد بأن المطالب الاقتصادية والاجتماعية كان لا بد من أخذها بعين الاعتبار. وقامت بنشر مبادئ توجيهية بشأن التنمية المستدامة. في عام 1975 أصدرت الجمعية العامة للـIUCN قرار الإبقاء على الشعوب الأصلية وتلبية الحقوق التقليدية في المتنزهات الوطنية والمناطق المحمية. ونتيجة لذلك، أصبح IUCN أكثر جاذبية للمنظمات والحكومات في العالم النامي.

## وصلات خارجية
- الاتحاد الدولي لصون الطبيعة